# Von Alvensleben
von Alvensleben är en tysk adelsätt, känd sedan 1100-talet.

## Personer i ätten von Alvensleben
- Ludolf von Alvensleben
- Constantin von Alvensleben
- Christian von Alvensleben
- Albrecht von Alvensleben
- Gustav von Alvensleben
- Ludolf Jakob von Alvensleben